# Сельское поселение «Деревня Верховье»
Сельское поселение «Деревня Верховье» — муниципальное образование в Жуковском районе Калужской области. Административный центр — деревня Верховье.

## Население
| 2010  | 2012  | 2013  | 2014  | 2015  | 2016  | 2017  |
| ----- | ----- | ----- | ----- | ----- | ----- | ----- |
| 1582  | ↗1630 | ↗1724 | ↗1862 | ↗2121 | ↗2552 | ↗3004 |
| 2018  | 2019  | 2020  | 2021  |       |       |       |
| ↗3485 | ↗3617 | ↗3858 | ↗5226 |       |       |       |

## Состав сельского поселения
| №  | Населённый пункт | Тип населённого пункта | Население |
| -- | ---------------- | ---------------------- | --------- |
| 1  | Верховье         | деревня                | ↘716      |
| 2  | Алешинка         | деревня                | ↗30       |
| 3  | Болотское        | деревня                | ↗3        |
| 4  | Доброе           | деревня                | ↘102      |
| 5  | Величково        | деревня                | ↗110      |
| 6  | Кривошеино       | деревня                | ↗155      |
| 7  | Колесниково      | деревня                | ↘23       |
| 8  | Костинка         | деревня                | ↘7        |
| 9  | Лыково           | деревня                | ↗27       |
| 10 | Михайловка       | деревня                | ↘18       |
| 11 | Малая Росляковка | деревня                | →21       |
| 12 | Окороково        | деревня                | ↗15       |
| 13 | Огубь            | деревня                | ↘36       |
| 14 | Поливановка      | деревня                | ↘12       |
| 15 | Передоль         | деревня                | ↘22       |
| 16 | Ступинка         | деревня                | ↗31       |
| 17 | Стрелковка       | деревня                | ↘51       |
| 18 | Трясь            | деревня                | ↘179      |